# August Storck
August Storck KG är ett företag som tillverkar konfektyr. Företaget grundades i Tyskland år 1903 av August Storck även känd som August Oberwelland. Företaget har numera flera dotterbolag runtom i världen, inklusive i Ryssland. 
”Storck Russia”. https://www.storck.ru/en/company/storck-russia. Läst 26 juni 2023.  ”The Storck office in Russia was open in Moscow in 1996. Since then, the Company's staff has increased in several times meanwhile Storck products are convincing consumer across Russia from Kaliningrad to Vladivostok! At Storck, everything is about one thing only, and at all times: we create joy.”

”Leave Russia Storck”. https://leave-russia.org/storck. Läst 26 juni 2023.  ”Storck: Stay Continue Operation”

## Produkter
Företaget tillverkar följande produkter för den svenska marknaden:
- Mamba
- Merci
- Riesen
- Toffifee
- Werther's Original